# Futbol Club Ordino
Actualités
Le Futbol Club Ordino est un club andorran de football basé à Ordino.

## Repères historiques
- 2010 : fondation du club
- 2013 : 1re participation à la Liga de Primera Divisio

## Palmarès
- Championnat d'Andorre de deuxième division (3)
  - Champion : 2013, 2018 et 2021